# Szakolykert
Szakolykert a Hajdú-Bihar vármegye Nyíradonyi járásában fekvő Nyíradony egyik városrésze.

## Fekvése
A város központjától mintegy 3,2 kilométerre északra, Szakolytól bő 5 kilométerre délre helyezkedik el.

### Megközelítése
Nyíradony központja felől a 471-es főútból északnak kiágazó 49 104-es számú mellékúton közelíthető meg; Szakollyal és a községen átvezető 4913-as úttal egy számozatlan önkormányzati út köti össze.

## Története
Az 1950-es évekig Szakoly település tanyája volt, de a megyehatárok újrarendezése során, Szakolykert lakosai Nyíradonyhoz szavazták magukat.

## További tudnivalók
- Irányítószám: 4254
- Körzetszám: 52
- Lakóinak száma: 231